# Kalkglimschoteltje
Het kalkglimschoteltje (Lecania sylvestris) is een korstmossoort uit de familie Ramalinaceae. Het komt voor op steen en leeft in symbiose met een chlorococcoïde alg.

## Verspreiding
In Nederland komt het kalkglimschoteltje zeer zeldzaam voor.